# Jökulgilstindar
Jökulgilstindar är en bergstopp i republiken Island. Den ligger i regionen Austurland, 300 km öster om huvudstaden Reykjavík. Toppen på Jökulgilstindar är 1 343 meter över havet.
Trakten runt Jökulgilstindar är nära nog obefolkad, med mindre än två invånare per kvadratkilometer. Det finns inga samhällen i närheten. Trakten runt Jökulgilstindar består i huvudsak av gräsmarker.